# Ligny-le-Châtel
Ligny-le-Châtel ist eine französische Gemeinde mit 1211 Einwohnern (Stand 1. Januar 2022) im Département Yonne in der Region Bourgogne-Franche-Comté; sie gehört zum Arrondissement Auxerre und zum Kanton Chablis am Ufer des Flusses Serein.
Ligny liegt innerhalb der Grenzen der Weinbauregion Burgund. Definierte Flächen sind zur Produktion von Weinen unter der Herkunftsbezeichnung Bourgogne und Chablis zugelassen.

## Bevölkerungsentwicklung
- 1962: 0957
- 1968: 0962
- 1975: 1027
- 1982: 1010
- 1990: 1122
- 1999: 1289
- 2005: 1319

## Sehenswürdigkeiten
- Kirche Saint-Pierre et Saint-Paul aus dem 12. bis 16. Jahrhundert

## Gemeindepartnerschaften
- Riol, Deutschland